# Estadio Al-Hamadaniah
El Estadio Al-Hamadaniah (en árabe: ملعب الحمدانية‎) es un estadio de uso múltiple utilizado principalmente para el fútbol ubicado en la ciudad de Aleppo en Siria.

## Historia
La construcción del estadio inició en 1982 y fue finalizado en 1986 con capacidad para 25000 espectadores y actualmente es la sede del Al-Horriya y es la sede alterna del Al-Ittihad Aleppo y también la selección nacional de fútbol lo ha utilizado, especialmente durante la década de los años 1990.
El estadio es parte del complejo deportivo Al-Hamadaniah Sports City, siendo sede de los Juegos del Mediterráneo de 1987, y de los partidos de fútbol en los Juegos Panarábicos de 1992.
En 2007 al estadio le fue colocada la gramilla artificial y la capacidad bajó a 18000 espectadores, y por la Guerra Civil de Siria el estadio fue severamente dañado y desde 2018 está bajo renovación.